# Gmina Buena Vista (hrabstwo Clayton)

Położenie Gminy Buena Vista w hrabstwie Clayton

Gmina Buena Vista (ang. Buena Vista Township) – gmina w USA, w stanie Iowa, w hrabstwie Clayton. Według danych z 2000 roku gmina miała 339 mieszkańców, a jej powierzchnia wynosi 51,48 km².